# Кот-де-Накр
Кот-де-Накр до 1925 року називався Кот-де-Кан або Берег перламутру, це частина узбережжя Нормандії, розташована в Кальвадосі, між гирлом Сель у Курсель-сюр-Мер і Орна в Уістреам.

## Презентація
Міста та морські курорти Кот-де-Накр
- Курсель-сюр-Мер
- Берньєр-сюр-Мер
- Сент-Обен-сюр-Мер
- Лангрюн-сюр-Мер
- Люк-сюр-Мер
- Ліон-сюр-Мер
- Германвіль-сюр-Мер
- Колевіль Монтгомері
- Уістреам

## Історія
До XIX числа століття, більшість муніципалітетів Кот-де-Накр розташовані не біля моря, а всередині країни, наприклад Люк-сюр-Мер (старий Люк), Германвіль або Лангрюн. Проте в гирлах річок розвинулися порти: Курселль на Сель та Уістреам на річці Oрн.
З модою на морські купання, які, здається, вперше з'явилася в Луці в 1840-х роках, узбережжя мало стати швидко урбанізованим. Цьому руху сприятиме будівництво залізничних колій :
- лінія від Кана до моря між станцією Кан-Сен-Мартен до станції Люк-сюр-Мер у 1875 році, а потім до станції Курсель наступного року,
- Кальвадосська вузькоколійна лінія Кан-Люк, відкрита в 1891—1892 роках.

Кот-де-Кан отримав назву Кот-де-Нак у 1925 році за пропозицією Даніеля Леманісьє, тодішнього мера Люк-сюр-Мер, на честь відблисків черепашок, що всіяли пісок його пляжів.
У другій половині XX ст століття ця територія була перетворена сильним рухом субурбанізації. Усі ці муніципалітети є частиною міського району Кан. За винятком Курсель-сюр-Мер, вони також є частиною Pays de Caen. Узбережжя має чотири міські одиниці :
- Курсель-сюр-Мер,
- Люк-сюр-Мер (поширюється на муніципалітети Люк-сюр-Мер, Берньєр-сюр-Мер, Дувр-ла-Делівранд, Лангрюн-сюр-Мер і Сен-Обен-сюр-Мер),
- Германвіль-сюр-Мер (поєднує Германвіль-сюр-Мер і Ліон-сюр-Мер),
- Уістреам.

Чотири муніципалітети міського району Уістреам є частиною міської громади Кан-ла-Мер. П'ять міських районів Люк-сюр-Мер і Курсель-сюр-Мер належать до спільноти комун Кер-де-Накр.